# Luciano Fonda
 (février 2024).
La mise en forme du texte ne suit pas les recommandations de Wikipédia : il faut le « wikifier ».
Les points d'amélioration suivants sont les cas les plus fréquents :
- Les titres sont pré-formatés par le logiciel. Ils ne sont ni en capitales, ni en gras.
- Le texte ne doit pas être écrit en capitales (les noms de famille non plus), ni en gras, ni en italique, ni en « petit »…
- Le gras n'est utilisé que pour surligner le titre de l'article dans l'introduction, une seule fois.
- L'italique est rarement utilisé : mots en langue étrangère, titres d'œuvres, noms de bateaux, etc.
- Les citations ne sont pas en italique mais en corps de texte normal. Elles sont entourées par des guillemets français : « et ».
- Les listes à puces sont à éviter, des paragraphes rédigés étant largement préférés. Les tableaux sont à réserver à la présentation de données structurées (résultats, etc.).
- Les appels de note de bas de page (petits chiffres en exposant, introduits par l'outil «  Source ») sont à placer entre la fin de phrase et le point final[comme ça].
- Les liens internes (vers d'autres articles de Wikipédia) sont à choisir avec parcimonie. Créez des liens vers des articles approfondissant le sujet. Les termes génériques sans rapport avec le sujet sont à éviter, ainsi que les répétitions de liens vers un même terme.
- Les liens externes sont à placer uniquement dans une section « Liens externes », à la fin de l'article. Ces liens sont à choisir avec parcimonie suivant les règles définies. Si un lien sert de source à l'article, son insertion dans le texte est à faire par les notes de bas de page.
- La présentation des références doit suivre les conventions bibliographiques. Il est recommandé d'utiliser les modèles {{Ouvrage}}, {{Chapitre}}, {{Article}}, {{Lien web}} et/ou {{Bibliographie}}. Le mode d'édition visuel peut mettre en forme automatiquement les références.
- Insérer une infobox (cadre d'informations à droite) n'est pas obligatoire pour parachever la mise en page.

Pour une aide détaillée, merci de consulter Aide:Wikification.
Si vous pensez que ces points ont été résolus, vous pouvez retirer ce bandeau et améliorer la mise en forme d'un autre article.
 (février 2024).
Pour les articles homonymes, voir Fonda.
Luciano Fonda (Pula, 12 décembre 1931 - Skradin, 21 juillet 1998) était un physicien italien, auteur d'une centaine de publications scientifiques et d'un livre sur les symétries quantiques. Son activité de recherche a porté sur divers sujets, de la physique nucléaire et subnucléaire à la physique des états condensés.

## Biographie
Né à Pula (alors nommée Pola, en Italie, aujourd'hui en Croatie), les événements de la guerre ont amené sa famille à Trieste en décembre 1943. Il a terminé ses études secondaires au Liceo Classico "Dante Alighieri" et a ensuite obtenu son diplôme en physique "summa cum laude" à l'Université de Trieste en juillet 1955.
Après avoir été professeur adjoint de physique théorique à l'université de Trieste, il part aux États-Unis d'Amérique en 1958 avec une bourse Fulbright pour occuper le poste d'associé de recherche à l’Université d'Indiana à Bloomington. En 1959, à l'invitation de Robert Oppenheimer, il devient membre de l'Institute for Advanced Study de Princeton.
Lauréat du concours pour la chaire universitaire de physique théorique en novembre 1960, il rentre en Italie en 1961, appelé d'abord par l'Université de Palerme puis par l'Université de Parme. En novembre 1963, il est appelé définitivement à l'Université de Trieste.
Luciano Fonda, marié à Thea Arcangeli, a eu trois enfants, Alessandro, Paola et Gabriella.
Il décède à Skradin, en Croatie, le 21 juillet 1998 lors d'une croisière à la voile.

## Nominations académiques
Il a été directeur de l’Advanced School of Physics, également ouverte aux boursiers de l'Agence internationale de l'énergie atomique (AIEA) à Vienne et de l'UNESCO. Cette école a fonctionné sous sa direction de 1964 à 1980, lorsqu’elle a fusionné le contenu et les programmes dans la nouvelle École internationale d'études avancées (SISSA), dont il a géré la fondation et à laquelle il a contribué en tant que directeur adjoint pendant les six premières années.
Il a été directeur de l'Institut de physique théorique de l'Université de Trieste de 1966 à 1969 et doyen de la Faculté des sciences mathématiques, physiques et naturelles de l'Université de Trieste de 1991 à 1997. Sous sa présidence, le cours de licence en Sciences environnementales a vu sa création.
Il a également été directeur du Consortium pour le développement des études et de la recherche des départements de physique de l'Université de Trieste de 1980 à 1997 et président du même "Consortium pour la physique" depuis 1997. Il a travaillé comme consultant du Centre International de Physique Théorique Abdus Salam (ICTP) depuis 1964, année de sa fondation.

## Le synchrotron de Trieste
Luciano Fonda a souvent été appelé le "père" du synchrotron ELETTRA.
De 1980 à 1985, il participe au Comité intergouvernemental à Bruxelles qui doit décider sur quel site construire un synchrotron européen de 5 GeV. Lorsque la machine est affectée à Grenoble en 1985, il exploite l'expérience acquise au cours de ces années pour faire avancer, avec son collaborateur Renzo Rosei, l'idée d'une machine nationale, complémentaire de celle européenne. ELETTRA a terminé sa construction en octobre 1993 et est maintenant opérationnelle à Basovizza, prés de Trieste. Luciano Fonda a été directeur de la division scientifique du Sincrotrone Trieste de 1987 à 1991 et vice-président à partir de 1993.

## Reconnaissances
En 1960, il a reçu le prix de la Société italienne de physique. En outre, pour son activité de collaboration scientifique avec le groupe théorique de l'Université de Ljubljana, il a reçu le titre de membre associé de l'Institut Jožef Stefan.
Pour avoir rendu possible la naissance d'ELETTRA, en décembre 1993, il a reçu le prix San Giusto d'Oro, décerné chaque année à un une personne qui, par son travail, a contribué à la renommée de la ville de Trieste célèbre en Italie et dans le monde.
À l'initiative du "Consortium pour la physique", dans les premiers mois de 1999, le Collège universitaire Luciano Fonda a été créé à Trieste il a commencé son activité dès l'année universitaire 1999-2000.
Pour plus d'informations sur sa vie et son activité scientifique, consultez le livre "Luciano Fonda, sa vie et ses réalisations scientifiques, Società Italiana di Fisica, Bologna, 2006".